# Erik Andersen
Erik Andersen (10 d'abril de 1904, Gentofte – 27 de febrer de 1938, Copenhaguen), fou un jugador d'escacs danès.

## Resultats destacats en competició
Andersen fou dotze cops Campió de Dinamarca (1923, 1925, 1926, 1927, 1929, 1930, 1931, 1932, 1933, 1934, 1935, i 1936). Va guanyar el Campionat Nòrdic a Estocolm 1930, defensà el seu títol amb un resultat de 3 : 3 contra Gideon Ståhlberg el 1934, i el perdé finalment per 2,5 : 3,5 contra Erik Lundin el 1937. Per la seva victòria el 1934, fou guardonat amb el títol de Nordiske kongresmestre
En torneigs, fou 6è a Copenhaguen 1923 (el campió fou Aron Nimzowitsch). El 1924, fou 3r a Copenhaguen (els guanyadors foren Johannes Giersing i Kinch), i fou 2n a Randers (el guanyador fou Kier). El 1927, empatà als llocs 4t-5è a Copenhaguen (el campió Géza Maróczy). El 1928, fou 4t a Copenhaguen (el guanyador fou Nimzowitsch). El 1929, empatà als llocs 5è-6è a Göteborg (Campionat Nòrdic; el campió fou Stahlberg). El 1930, empatà als llocs 4t-5è a Swinemünde (el guanyador Friedrich Sämisch). El 1931, perdé un matx contra Gösta Stoltz per 1,5 : 4,5
El 1933, empatà als llocs 3r-5è a Copenhaguen (el campió fou Nimzowitsch). El 1935, empatà als llocs 8è-9è a Bad Nauheim (el campió fou Iefim Bogoliúbov won). El 1937, fou 13è a Jurata (4t Campionat de Polònia; el campió fou Savielly Tartakower).

### Participació en olimpíades d'escacs
Andersen va jugar, representant Dinamarca, en sis Olimpíades d'escacs oficials, i també a la III Olimpíada no oficial de Múnic 1936.
- El 1927, al tercer tauler a l'Olimpíada d'escacs de 1927 a Londres (+8 –3 =4);[6]
- El 1928, al segon tauler a l'Olimpíada d'escacs de 1928 a la Haia (+9 –4 =3);[7]
- El 1930, al primer tauler a l'Olimpíada d'escacs de 1930 a Hamburg (+9 –5 =3);
- El 1931, al primer tauler a l'Olimpíada d'escacs de 1931 a Praga (+4 –8 =4);
- El 1933, al primer tauler a l'Olimpíada d'escacs de 1933 a Folkestone (+3 –4 =6);
- El 1935, al primer tauler a l'Olimpíada d'escacs de 1935 a Varsòvia (+7 –10 =1);
- El 1936, al primer tauler a l'Olimpíada d'escacs de 1936 a Múnic (+6 –7 =6).

L'equip danès, en què Andersen participava en el tercer tauler, va guanyar una medalla de plata a la I edició de les Olimpíades d'escacs, a Londres 1927.